# Спідвей (фільм)
Спідвей (англ. Speedway) — американська мелодрама режисера Гаррі Бомонта 1929 року.

## У ролях
- Вільям Хайнс — Білл Віппл
- Аніта Пейдж — Патриція «Пет» Боннер
- Ернест Торренс — Джим Макдональд
- Карл Дейн — Дуган
- Джон Мільян — Лі Ренні
- Юджині Бессерер — місіс Макдональд
- Поллі Моран — офіціантка
- Альфред Адам — доктор